# Grosz jabłkowy
Grosz jabłkowy (niem. Apfelgroschen) – grosz niemiecki bity od ok. 1570 r., przedstawiający jabłko cesarskie z liczbą 24 oznaczającą 1/24 część talara Rzeszy.